# TV-moment van het Jaar
TV-moment van het Jaar, ook wel Hét TV-moment van het Jaar genoemd, is een Nederlands televisieprogramma waarin een keuze wordt gemaakt om het belangrijkste televisiefragment van het afgelopen jaar te bepalen. Het programma begon in januari 2008, over het jaar 2007. Het werd in eerste instantie uitgezonden door de VARA en gepresenteerd door Matthijs van Nieuwkerk. De editie van 2008 (over het jaar 2007) werd live uitgezonden vanuit de Theater Fabriek in Amsterdam. In 2009 (over het jaar 2008) werd de live-uitzending verzorgd vanuit de Ronde Lutherse Kerk aan de Singel in Amsterdam. Bij deze twee uitzendingen bleef het jarenlang. 
Sinds 2022 zijn de nieuwssites Spreekbuis.nl en Streamwijzer weer gestart met het TV-moment van het Jaar. Het programma wordt sindsdien niet meer uitgezonden op televisie, maar via YouTube.

## Opzet
Voor het TV-moment van 2008 was de opzet als volgt.
Op de website zijn 150 fragmenten gepubliceerd in categorieën als nieuws, sport et cetera. De fragmenten dienen te voldoen aan enkele criteria, zoals Nederlandse oorsprong en een tijdsduur van 2 hooguit 3 minuten. In fase 1, tot een week voor de rechtstreekse uitzending kunnen site-bezoekers stemmen. De tien fragmenten met de meeste stemmen gaan door naar fase 2: een top tien. In de week daarna kunnen site-bezoekers stemmen op deze tien. Een dag voor de uitzending stopt deze stemming.
Het eerste deel van de uitzending worden de tien fragmenten getoond en besproken, veelal met makers of betrokkenen in de zaal. Daarna wordt de top drie genoemd volgens de tweede internetstemming, in willekeurige volgorde. Uiteindelijk trekt een vakjury zich terug, 3 minuten, en kiest uit de top drie de definitieve winnaar.

## Van het jaar 2007
1. De Grote Donorshow van BNN

1. Bimbo's en Boerka's (Hans Teeuwen op de 'pijnbank')
- Jury: Yvon Jaspers, Albert Verlinde, Ellen Blazer en Joost Zwagerman.

De uitzending begon met 15 genomineerde fragmenten.

## Van het jaar 2008
1. Paul moet op de koets uit Mooi! Weer De Leeuw
- Jury: Anita Witzier (presentatrice, voorzitter), Chris Buur (VARAgids, tevens organisator van de uitzending), Erland Galjaard (RTL 4), Hans Beerekamp (NRC Handelsblad).

Naast de genoemde winnaar waren tot de top drie doorgedrongen door website-stemmers: Bekentenis door Joran van Peter R. de Vries en Minister Vogelaar zwijgt van website GeenStijl.

### Onrust
Het bepalen van de winnaar heeft om meerdere redenen discussie opgeleverd. Eerst waren daar, bij het bekendmaken van de winnaar, de uitspraken van juryvoorzitter Witzier.
- "Wij zijn unaniem in ons oordeel, anders had het nog veel langer moeten duren". Jurylid Chris Buur verklaart later dat niemand van de jury Paul de Leeuw bovenaan had staan,[4] en Buur had eerder bekendgemaakt dat bij hem GeenStijl bovenaan stond.[5] En: de jury had geen 3 minuten, maar een dag de tijd om te oordelen.

Over het fragment van GeenStijl:
- "Met name Hans [Beerekamp] was niet blij met dit fragment, in het basis is het een internet-fragment" (Het fragment is toegelaten, en de spelregels laten dit toe.)
- "We moeten de top 3 van het publiek gebruiken, als dat niet het geval was was er wat ons betreft een ander fragment in de top drie terechtgekomen, de documentaire van de moskee" (Spelregels, juryopdracht en kijker gepasseerd.[6])
- Over GeenStijl als kandidaat-publieke omroep: "mwah" en "De tijd zal het leren"
- Over Peter R. de Vries (die tweede zou worden): "Peter R. heeft al zóveel gewonnen"

Over het winnen door Paul de Leeuw:
- "Jaar in, jaar uit, (...) Dit fragment is exemplarisch waarin het de georganiseerde chaos ziet" (Dus niet specifiek het jaar 2008.)
- "Voor mij is het geen verrassing"

Twee dagen na de uitzending publiceerde GeenStijl op haar website een faxbericht, dat de werkelijke publieksstemming zou weergeven: GeenStijl als eerste (94.000 stemmen), Peter R. de Vries als tweede (39.000), en Paul de Leeuw als derde (25.000). Als dit de werkelijke internetstemming weergeeft, dan heeft de jury zich zonder verklaring niet aan de opdracht gehouden: "Het juryoordeel én de beoordeling van het publiek bepalen" (Spelregels). Ook zei een VARA-woordvoerder "Een woordvoerder van de omroep zegt echter dat de clip van Paul de Leeuw ook bij de stemming van het publiek op de eerste plek stond. De kijker wist het fragment van De Leeuw blijkbaar net zo te waarderen als de jury."

## Nieuwe opzet in 2022
Het TV-moment van het Jaar kreeg in 2022 een nieuwe opzet en het format werd door vakmediaplatform Spreekbuis.nl nieuw leven ingeblazen. De aflevering BOOS: This is The Voice van Tim Hofmans online-serie BOOS werd in augustus 2022 verkozen tot TV-moment van het Jaar.
Op 1 september 2023 werd door jurylid Tina Nijkamp bij RTL 4-talkshow Humberto bekendgemaakt dat de uitzending waarin een klimaatactivist zich vastlijmde aan de talkshowtafel ('De Tafelplakker') van het programma Beau is gekozen tot TV Moment van het Jaar (tv seizoen 22/23).
Het TV-moment van het Jaar 2024 werd de uitspraak "F*ck the EBU" van Cornald Maas nadat bekend werd dat de Nederlandse zanger Joost Klein door de EBU werd gediskwalificeerd voor het Eurovisiesongfestival van dat jaar.